# Kenner Nourice
Kenner Nourice (ur. 10 czerwca 1995) – seszelski piłkarz grający na pozycji defensywnego pomocnika. Od 2021 jest zawodnikiem klubu St Michel United FC.

## Kariera klubowa
Swoją karierę piłkarską Nourice rozpoczął w klubie St Michel United FC. W 2015 roku zadebiutował w nim w pierwszej lidze seszelskiej. W sezonie 2015 wywalczył z nim mistrzostwo, a w sezonie 2016 zdobył Puchar Seszeli. W 2017 przeszedł do Red Star Defence Forces FC. W sezonie 2018 został z nim wicemistrzem kraju. W 2021 wrócił do St Michel United FC. W sezonach 2021/2022 i 2022/2023 wywalczył z nim dwa wicemistrzostwa Seszeli.

## Kariera reprezentacyjna
W reprezentacji Seszeli Nourice zadebiutował 10 listopada 2021 roku w zremisowanym 1:1 towarzyskim meczu z Bangladeszem.